# SUMMER of LOVE
「SUMMER of LOVE」（サマー・オブ・ラブ）は、福耳の3枚目のシングルである。2003年7月23日発売。発売元はBMG JAPAN。

## 概要
- これまでと違いライヴ音源なしでオリジナル2曲のみ収録される。
- PVには竹中直人が出演している。

## 参加アーティスト
- 杏子
- 山崎まさよし
- スガシカオ
- COIL
- 元ちとせ

## 参加ミュージシャン
SUMMER of LOVE
- 杏子 with 山崎まさよし：Vocal
- スガシカオ, 元ちとせ, COIL：Chorus
- 佐藤洋介, 間宮工：Guitar
- 根岸孝旨：Bass, Sitar
- 湊雅史：Drums

ALL OVER AGAIN
- 杏子：Vocal
- 元ちとせ：Associate Vocal
- 山崎まさよし, スガシカオ, COIL, 矢野仁志･田鹿祐一 (サンプリングサン)：Chorus
- 間宮工：Guitar
- 森俊之：Keyboards
- 根岸孝旨：Bass
- あらきゆうこ：Drums
- グレート柴田グループ：Strings

## 収録曲
1. SUMMER of LOVE
（作詞:谷穂ちろる、作曲：佐藤洋介、編曲:間宮工）
2. ALL OVER AGAIN
（作詞:谷穂ちろる、作曲:M&G、編曲:間宮工）
作曲M&Gは、サポートギタリストの「間宮工」と、事務所の社長兼音楽プロデューサー森川欣信の通称「ジャイアン」。